# Tamao Yoshida
Tamao Yoshida I (jap. 吉田 玉男 Yoshida Tamao; prawdziwę imię Sueichi Ueda), ur. 7 stycznia 1919 w Osace, zm. 24 września w 2006 roku) – japoński lalkarz teatru bunraku, Żywy Skarb Narodowy, laureat Nagrody Kioto.

## Życiorys
Sueichi Ueda (jap. 上田 末一 Ueda Sueichi) urodził się 7 stycznia 1919 roku w Osace. W 1933 roku, w wieku 14 lat, rozpoczął naukę lalkarstwa bunraku u Tamajirô Yoshidy. Wtedy też przyjął sceniczne imię Tamao Yoshida. Jego początkowym zajęciem było operowanie nogami lalek. Rok później, w 1934 roku, pojawił się na scenie teatru Yotsubashi Bunraku-za. Jego karierę przerwała II wojna światowa, w 1940 roku został zaciągnięty do armii i wysłany do Chin. Do teatru powrócił w 1946 roku. Rozpoczął naukę operowania lewą ręką lalek u Tamasuke Yoshidy III, jak też pobierał nauki u Tamaichi Yoshidy, czołowego lalkarza w Osace.
W 1955 roku został głównym lalkarzem postaci Tokubeia w spektaklu Sonezaki Shinjū (jap. 曾根崎心中). W 1962 roku dał swój pierwszy występ za granicą Japonii, podczas Century 21 Exposition w Seattle. Po raz pierwszy w Europie pojawił się w 1968 roku.
Zmarł na zapalenie płuc w szpitalu w Osace 24 września 2006 roku.
Jednym z jego uczniów jest Tamame Yoshida, występujący jako Tamao Yoshida II.

## Główne role
Wśród ważniejszych ról zagranych przez Tamao Yoshidę można wymienić:
- Sonezaki Shinjū (曾根崎心中) – Tokubei
- Shinjū ten no Amijima (心中天網島) – Jihei
- Sugawara denju tenarai kagami (菅原伝授手習鑑) – Kanshōjō (Michizane), Matsuōmaru
- Heike nyogo no shima (平家女護島) – Shukan
- Yoshitsune senbon zakura (義経千本桜) – Tomomori, Gonta
- Kanadehon chūshingura (仮名手本忠臣蔵) – Yuranosuke
- Ichinotani futaba gunki (一谷嫩軍記) – Kumagai

## Nagrody i wyróżnienia
- 1977, tytuł Żywego Skarbu Narodowego[3]
- 1989, Złote Promienie z Rozetą[3]
- 1997, Nagroda Asahi[6]
- 2000, tytuł Zasłużonego Kulturze[3]
- 2003, Nagroda Kioto w dziedzinie sztuki i filozofii[3]